# Мачковець (Лашко)
Мачковець (словен. Mačkovec) — поселення в общині Лашко, Савинський регіон, Словенія. Висота над рівнем моря: 559 м.